# Frabosa Sottana
Frabosa Sottana là một đô thị tại tỉnh Cuneo trong vùng Piedmont của Italia, vị trí cách khoảng 90 km về phía nam của Torino và khoảng 20 km về phía đông nam của Cuneo. Tại thời điểm ngày 31 tháng 12 năm 2004, đô thị này có dân số 1.462 người và diện tích 37,7 km².
Đô thị Frabosa Sottana có các frazione (đơn vị cấp dưới) Prato Nevoso.
Frabosa Sottana giáp các đô thị: Frabosa Soprana, Magliano Alpi, Monastero di Vasco, Roccaforte Mondovì và Villanova Mondovì.